# Sidney, Illinois
Sidney är en ort i Champaign County i delstaten Illinois, USA.